# Białobrzegi (stad)
Białobrzegi is een stad in het Poolse woiwodschap Mazovië, gelegen in de powiat Białobrzeski en gemeente Białobrzegi. De oppervlakte bedraagt 7,51 km², het inwonertal 7262 (2005).